# Ctenotus nasutus
Ctenotus nasutus är en ödleart som beskrevs av  Storr 1969. Ctenotus nasutus ingår i släktet Ctenotus och familjen skinkar. Inga underarter finns listade i Catalogue of Life.